# Eurydice subtruncata
Eurydice subtruncata är en kräftdjursart som beskrevs av Tattersall 1921. Eurydice subtruncata ingår i släktet Eurydice och familjen Cirolanidae.
Artens utbredningsområde är havet kring Nya Zeeland. Inga underarter finns listade i Catalogue of Life.